# Bande (Hiszpania)
Bande – gmina w Hiszpanii, w prowincji Ourense, w Galicji, o powierzchni 98,96 km². W 2011 roku gmina liczyła 1958 mieszkańców.